# Scream If You Wanna Go Faster
Scream If You Wanna Go Faster es el segundo álbum solista de la cantante británica Geri Halliwell. Fue lanzado por EMI Records el 14 de mayo de 2001 y cedió en Reino Unido con el sencillo "It's Raining Men". Aunque no fue tan exitoso como su álbum debut Schizophonic, llegó a la posición número cinco en la lista de Reino Unido. Con la primera semana vendió 35 000 copias y en total vendió 150 000, se convirtió en el mejor álbum vendido en la posición número 127 en Reino Unido. Eventualmente recibió un lanzamiento digital americano por iTunes el 30 de octubre de 2007, a pesar de las ventas relativamente pobres en Reino Unido que garantizó el estado de Oro.
Halliwell describió el álbum cómo "brillante y colorido".

## Detalles del álbum
Scream If You Wanna Go Faster incluye un cover de The Weather Girls, "It's Raining Men" (1983), que se convirtió en el cuarto y (hasta la fecha) sencillo número uno en Reino Unido.
Halliwell comentó sobre el álbum: "Hay un significado más profundo sí te importa y decides buscar. Parte de él es profundo cómo un charco, y algunas partes de él es como un pozo."

## Listado de canciones
| #   | Título                                   | Escritor (es)                        | Productor (es)                | Duración |
| --- | ---------------------------------------- | ------------------------------------ | ----------------------------- | -------- |
| 1.  | "Scream If You Wanna Go Faster"          | Halliwell, Nowels                    | Rick Nowels                   | 3:38     |
| 2.  | "Shake Your Bootie Cutie"                | Ackerman, Halliwel, Watkins, Wilson  | Gregg Alexander y Rick Nowels | 4:02     |
| 3.  | "Calling"                                | Halliwell, Vettesse                  | Stephen Lipson                | 4:25     |
| 4.  | "Feels Like Sex"                         | Ackerman, Halliwell, Watkins, Wilson | Absolute                      | 3:24     |
| 5.  | "Circles Around the Moon"                | Ackerman, Halliwell, Watkins, Wilson | Absolute                      | 3:59     |
| 6.  | "Love is the Only Light"                 | Elofsson, Halliwell, Lipson          | Stephen Lipson                | 3:26     |
| 7.  | "Strength of a Woman"                    | Halliwell, Nowels                    | Rick Nowels                   | 4:03     |
| 8.  | "Don't Call Me Baby"                     | Halliwell, Watkins, Wilson           | Absolute                      | 3:42     |
| 9.  | "Lovey Dovey Stuff"                      | Ackerman, Halliwll, Watkins, Wilson  | Absolute                      | 3:39     |
| 10. | "It's Raining Men"                       | Paul Jabara, Shaffer                 | Stephen Lipson                | 4:18     |
| 11. | "Heaven and Hell (Being Geri Halliwell)" | Elofsson, Halliwell, Lipson          | Stephen Lipson                | 3:31     |
| 12. | "I Was Made That Way"                    | Halliwell, Vetesse                   | Stephen Lipson                | 4:47     |
| 13. | "Brave New World" (Bonus track japonés)  | Halliwell, Vetesse                   | Ian Masterson                 | 4:10     |

## Personal
- Geri Halliwell - Voz
- Wayne Rodrigues - Programador de batería, edición
- Rick Nowels - Guitarra acústica y eléctrica, bajo, piano
- Rusty Anderson. Guitarra eléctrica
- Charles Judge - Pianos, órgano
- Danielle Brisebois - Arreglo de voz
- Peter John Vettese - Pianos, programación, coros
- Stephen Lipson - Programación
- Tracey Ackerman - Coros

## Posiciones internacionales
| Listas (2001)                      | Posición |
| ---------------------------------- | -------- |
| UK Albums Chart                    | 5        |
| Italian Albums Chart               | 8        |
| Mexican Albums Chart               | 16       |
| Mexican International Albums Chart | 6        |
| Spanish Albums Chart               | 20       |
| Swiss Albums Chart                 | 22       |
| German Albums Chart                | 29       |
| Austrian Albums Chart              | 30       |
| Hungarian Albums Chart             | 32       |
| Croatian Albums Chart              | 33       |
| Austrian Albums Chart              | 43       |
| Canadian Albums Chart              | 43       |
| Australian Albums Chart            | 55       |
| Danish Albums Chart                | 88       |
| French Albums Chart                | 133      |